# Vejrhanen
Vejrhanen er en dansk film fra 1952. Satirisk komediefilm om det man i vore dage ville kalde kontornusseri-problemer i forbindelse med lovliggørelsen af en vejrhane-opsætning.
- Manuskript Johannes Allen
- Instruktion Lau Lauritzen jun.

Blandt de medvirkende kan nævnes:
- Johannes Meyer
- Ilselil Larsen
- Einar Juhl
- Randi Michelsen
- Sigurd Langberg
- Louis Miehe-Renard
- Valdemar Skjerning
- Jørn Jeppesen
- Johannes Marott
- Jakob Nielsen
- Karl Stegger
- Ejner Federspiel
- Helge Kjærulff-Schmidt
- Ole Monty
- Dirch Passer
- Emil Hass Christensen
- William Bewer
- Carl Ottosen